# William B. Hartwell
William B. Hartwell (* 13. November 1814 in Augusta, Maine; † 12. Juli 1849 vor Rio de Janeiro) war ein US-amerikanischer Zahlmeister der US Navy und Politiker, der 1845 Secretary of State von Maine war.

## Leben
William Brooks Hartwell wurde als Sohn von John H. Hartwell (1787–1859) und Eliza Brooks Hartwell (1789–1864) in Augusta geboren.
Hartwell besuchte das Bowdoin College und machte dort im Jahr 1834 seinen Abschluss. Im Jahr 1845 war er Mitglied der Demokratischen Partei Secretary of State von Maine. Danach war er Zahlmeister der US Navy und starb am 12. Juli 1849 auf See vor Rio de Janeiro.
Johnson heiratete Elizabeth Johnson Hartwell (1819–1888). Das Paar hatte vier Kinder.
William B. Hartwell starb am 12. Juli 1849 auf See, zwei Tage vor Rio de Janeiro. Sein Grab befindet sich auf dem Mount Pleasant Cemetery in Augusta.